# Tavaresiella majewskii
Tavaresiella majewskii är en svampart som beskrevs av R.K. Benj. 1993. Tavaresiella majewskii ingår i släktet Tavaresiella och familjen Laboulbeniaceae.   Inga underarter finns listade i Catalogue of Life.